# Yoroi dōshi
Lo yoroi dōshi (鎧通し?), "fora armature" o "fora maglia", era una spada giapponese (nihontō) usata dalla classe dei samurai come arma nel Giappone feudale.

## Descrizione
Lo yoroi dōshi è un tantō molto spesso che apparve nel periodo Sengoku ( tardo Muromachi ) tra il XIV e il XV secolo. Lo yoroi dōshi è stato ideato per perforare le armature e per pugnalare mentre si combatte in spazi ristretti. L'arma aveva una dimensione che andava dai 20 ai 22 cm, ma alcuni esempi potrebbero essere inferiori a 15 cm, con " mihaba affusolata, iori mune, kasane spesso nella parte inferiore e sottile nella parte superiore e occasionalmente costruzione moroha zukuri". Il motogasane (spessore della lama) dell'hamachi (la tacca all'inizio del tagliente) può avere uno spessore di 1,25 cm, che è caratteristico dello yoroi dōshi. Lo spessore maggiore sul dorso della lama distingue lo yoroi dōshi da una normale lama di tantō.
Gli yoroi dōshi erano indossati all'interno della cintura sul retro o sul lato destro con l'elsa rivolta verso la parte anteriore e il bordo verso l'alto. Poiché veniva portata sulla destra, la lama sarebbe stata sguainata con la mano sinistra, dando origine al nome alternativo di  (馬手差?, metezashi) , o "lama a mano di cavallo (cioè a mano di redine, cioè a sinistra)".

## Galleria d'immagini

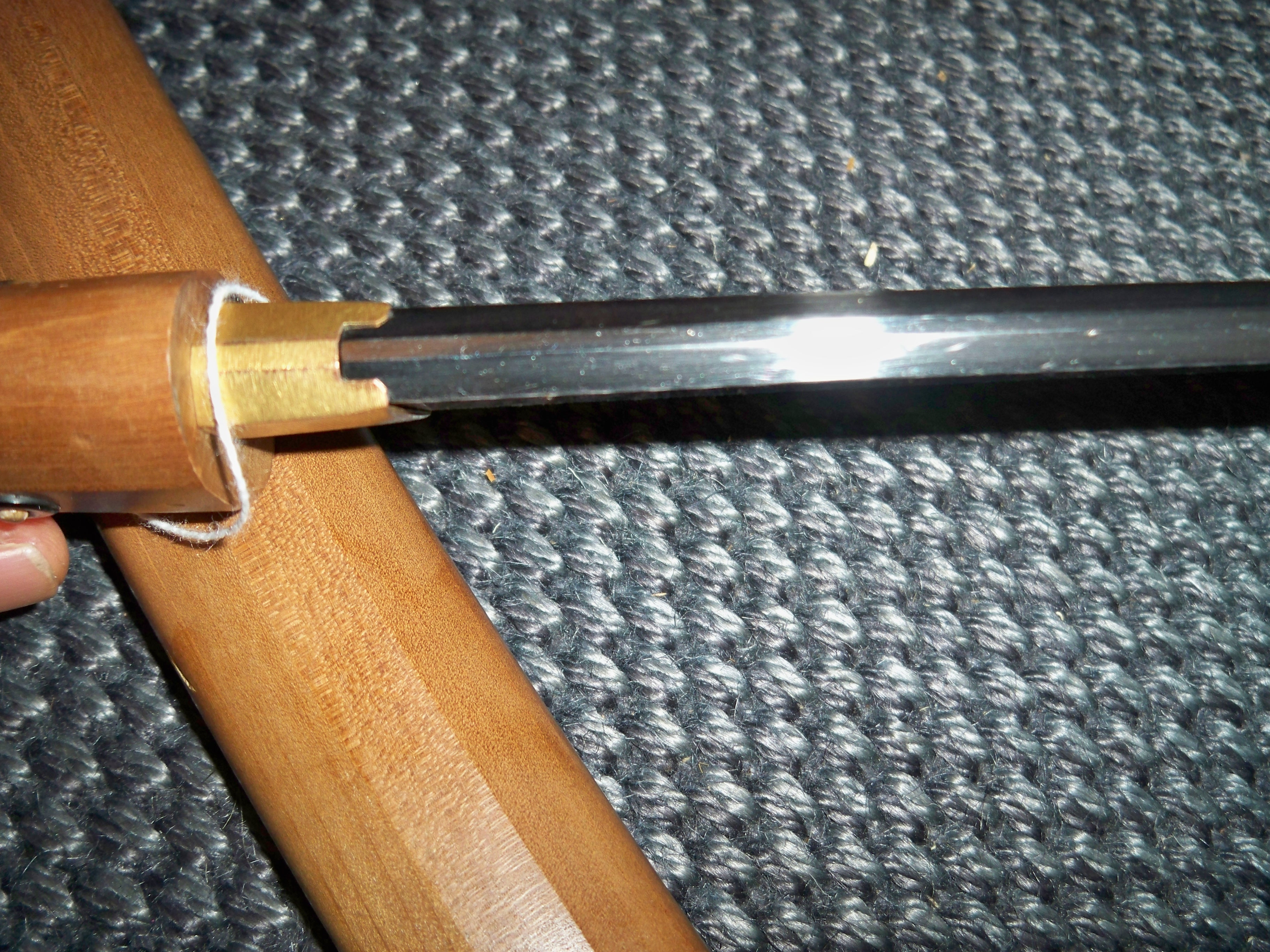
Uno yoroi dōshi. Si vede chiaramente la sua spessa spina dorsale.
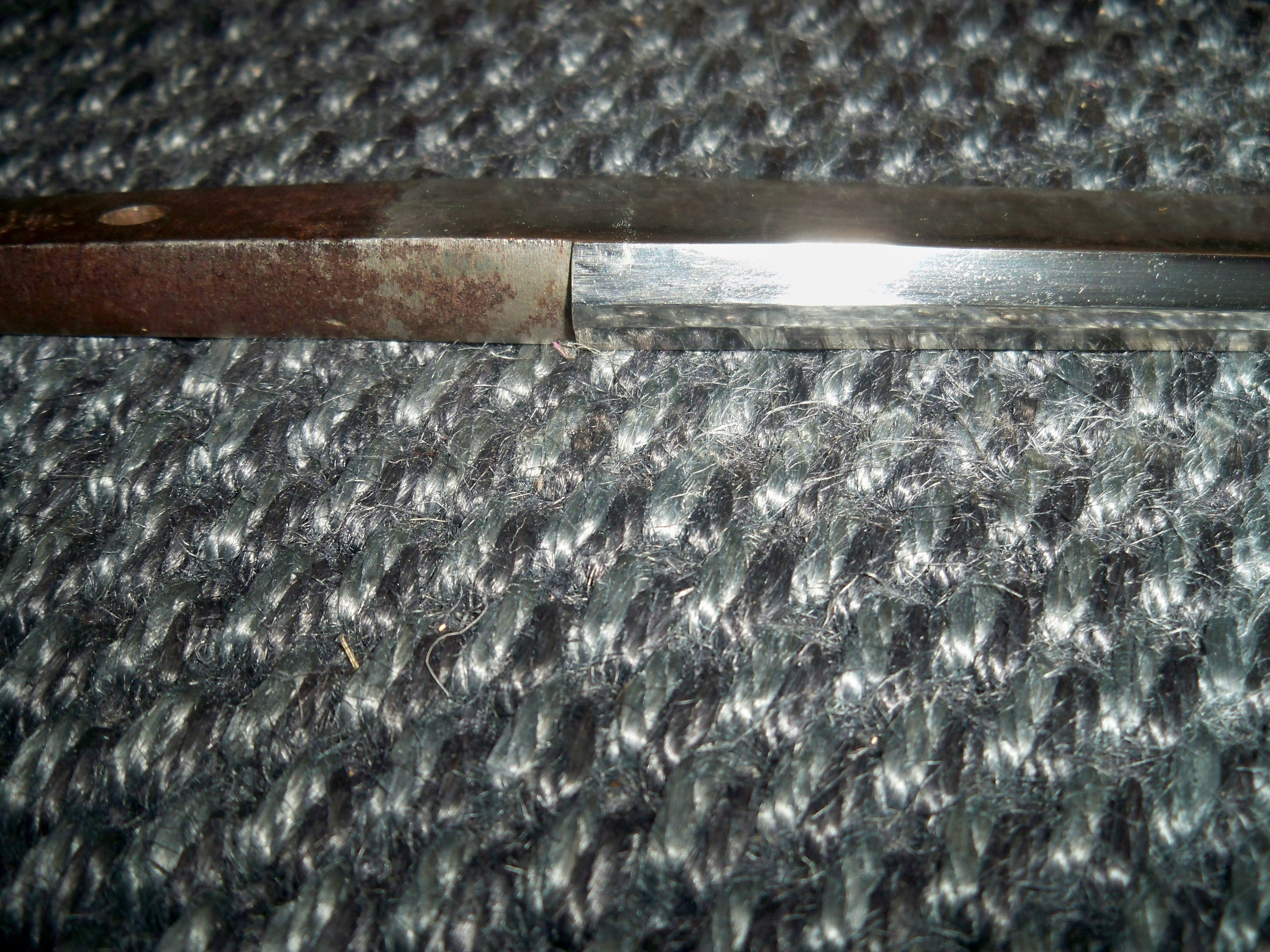
Yoroi dōshi giapponese antico. Si vede la lama molto spessa.
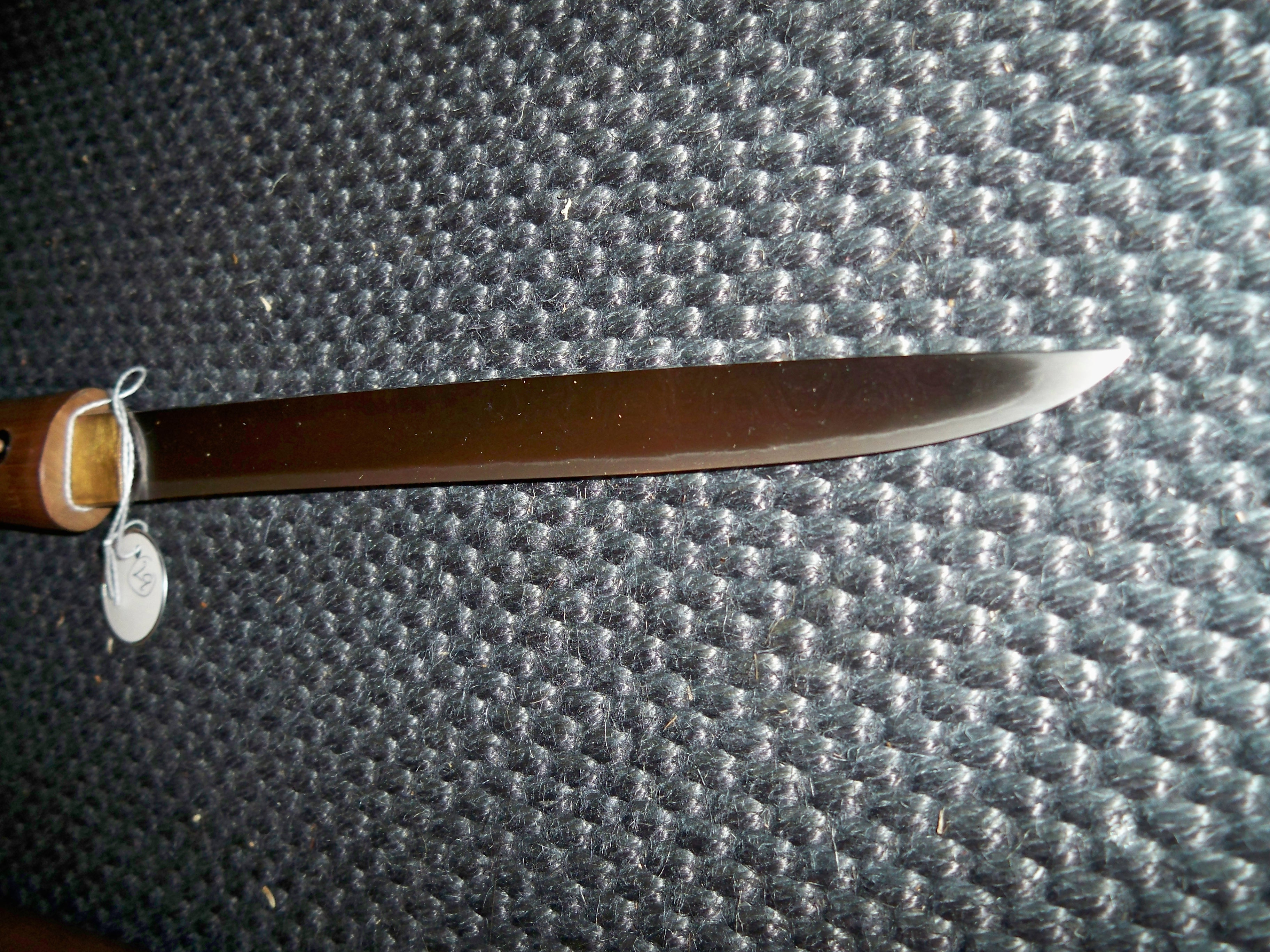
Antica lama giapponese yoroi dōshi.
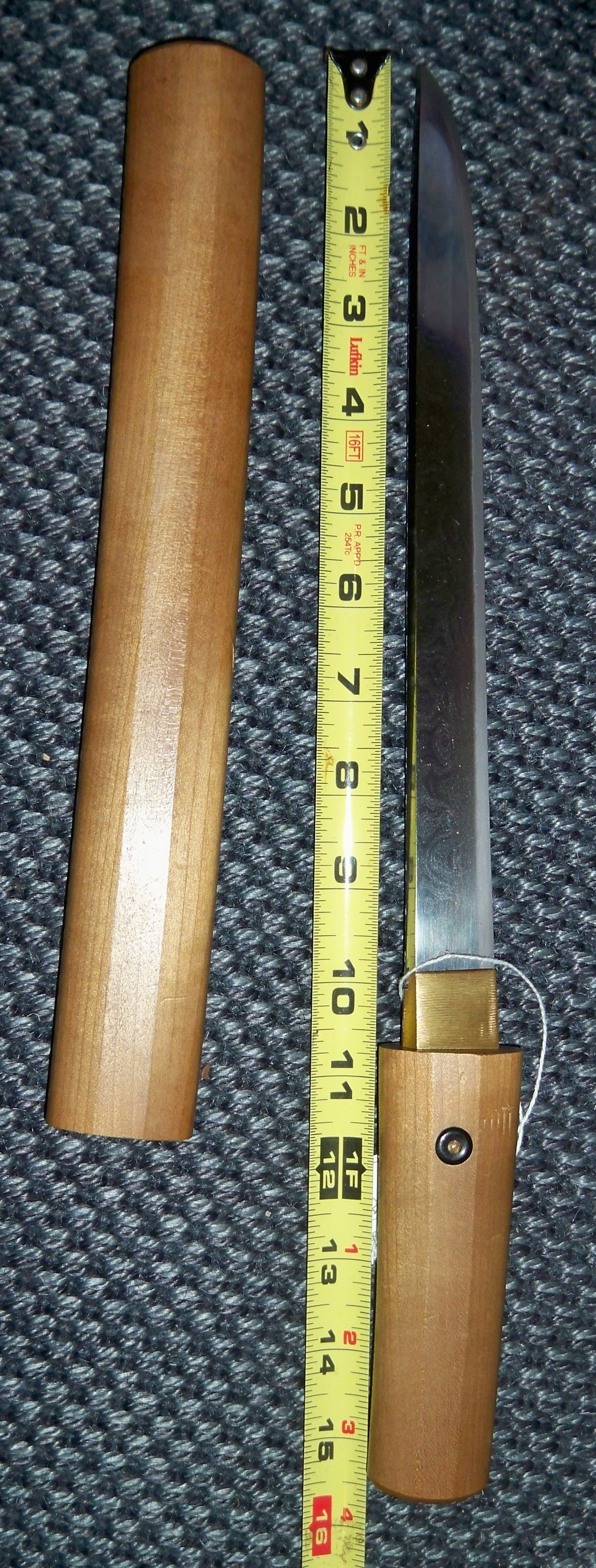
Uno yoroi-dōshi.